# Steve Charnovitz

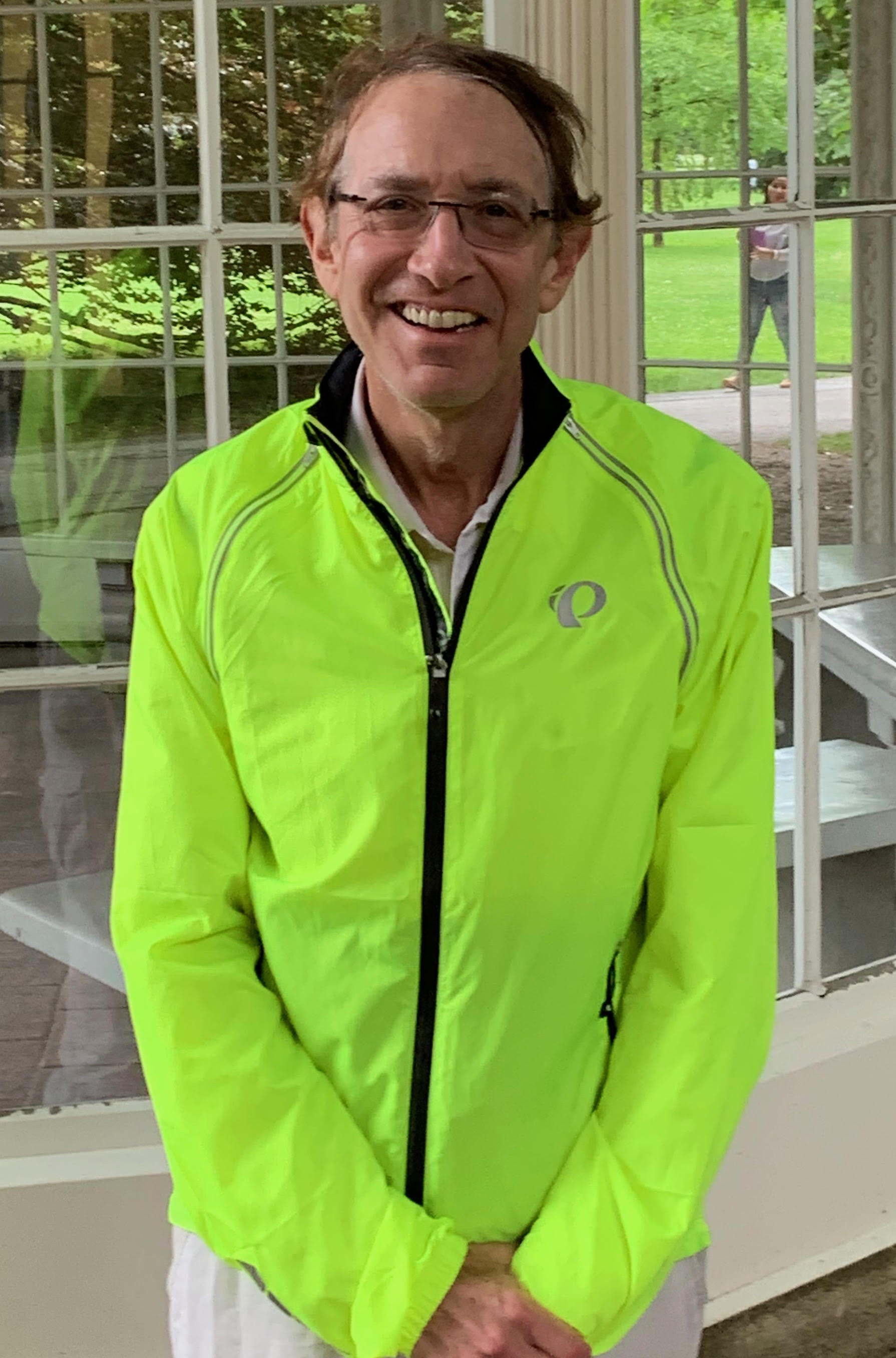
Steve Charnovitz

Steve Charnovitz (* 15. September 1953 in Savannah, Georgia; † 23. März 2025 in New York City, New York) war ein US-amerikanischer Jurist und Professor an der George Washington University.

## Ausbildung und beruflicher Werdegang
Charnovitz absolvierte sein Studium an der Yale University, wo er sowohl den Bachelor of Arts als auch den akademischen Grad eines Juris Doctor verliehen bekam. Anschließend besuchte er die Harvard Kennedy School, die er mit einem Master of Public Policy abschloss. Nach seinem Abschluss trat er in den öffentlichen Dienst ein und war beim Arbeitsministerium der Vereinigten Staaten angestellt. Dort befasste er sich zunächst mit Arbeitnehmerrechten. Später wechselte er in die Abteilung für internationale Angelegenheiten und war dort zuständig für die technische Zusammenarbeit mit Saudi-Arabien. Von 1984 bis 1985 arbeitete er, gefördert durch die American Political Science Association, für den Senator Carl Levin. Zwischen 1987 und 1991 war er Mitarbeiter der Sprecher des Repräsentantenhauses, Jim Wright und Tom Foley. 1991 wechselte er zum Competitiveness Policy Council, einer Initiative zur Stärkung der Wettbewerbsfähigkeit des Staates. Von 1995 bis 1999 arbeitete Charnovitz als Direktor der Global Environment and Trade Study an der Yale University, bevor er den Anwaltsberuf aufnahm und im Washingtoner Büro der Anwaltskanzlei WilmerHale tätig war. 2004 erhielt er einen Ruf der George Washington University.

## Mitgliedschaften
Charnovitz war als Anwalt sowohl in New York als auch in Washington, D.C. zugelassen. Er war Mitherausgeber zahlreicher Fachzeitschriften, darunter etwa des American Journal of International Law und des World Trade Review. Daneben gehörte er dem Council on Foreign Relations und dem American Law Institute an.

## Publikationen (Auswahl)
- Trade law and global governance. Cameron May, London 2002, ISBN 1-874698-88-0.
- The illegitimacy of preventing NGO participation. In: Brooklyn journal of international law. 36 (2011), Nr. 3, ISSN 0740-4824, S. 891–910.
- How nongovernmental actors vitalize international law. In: Mahnoush H. Arsanjani (Hrsg.): Looking into the future: essays on international law in honor of W. Michael Reisman. Nijhoff, Leiden 2011, ISBN 978-90-04-17361-3, S. 135–162.